# Fausto Paravidino
Fausto Paravidino, né à Gênes, en Italie, le 15 juin 1976, est un homme de théâtre italien, à la fois dramaturge, comédien, metteur en scène, cinéaste et traducteur.

## Biographie
En 2011, Fausto Paravidino est joué par la Comédie-Française. Il met lui-même en scène la pièce La Maladie de la famille M. au théâtre du Vieux-Colombier.

## Filmographie

### Cinéma
- 1999 : La via degli angeli de Pupi Avati
- 1999 : Vuoti a perdere de Massimo Costa
- 2000 : Il partigiano Johnny de Guido Chiesa - rôle : Gilera
- 2000 : Tobia al caffè de Gianfranco Mingozzi - rôle : Max
- 2005 : Texas (it) de Fausto Paravidino - rôle : Enrico Ravera
- 2007 : Signorina Effe de Wilma Labate - rôle : Antonio
- 2008 : Amore che vieni, amore che vai de Daniele Costantini - rôle : Carlo

### Télévision
- 2002 : Francesco de Michele Soavi - Mini-série télévisée
- 2003 : Sono stati loro. 48 ore a Novi Ligure de Guido Chiesa - Téléfilm - rôle : Robertino
- 2003 : Ultima pallottola de Michele Soavi - Mini-série télévisée - rôle : Johnny
- 2005 : Cefalonia de Riccardo Milani - Mini-série télévisée
- 2006 : Crimini : Il covo di Teresa de Stefano Sollima - Téléfilm - rôle : Carabiniere Reale
- 2009 :  Moana de Alfredo Peyretti - Mini-série télévisée - Cinéma SKY 1 - rôle : Riccardo Schicchi
- 2008-2010 : Romanzo criminale - La serie - série télévisée - rôle : Ranocchia

## Théâtre

### Mises en scène
- 2011-2013 : La Maladie de la famille M. de F. Paravidino, Comédie-Française

## Œuvres publiées

### En italien
- Teatro, introduction de Franco Quadri, Milan, Ubulibri, 2002

### En français
- Peanuts : Gênes 01, trad. de Philippe Di Meo, Paris, L'Arche, 2005
- Nature morte dans un fossé, trad. de Pietro Pizzuti, Paris, L'Arche, 2006
- Deux frères : mise en scène Fabio Alessandrini, trad. de Jean-Romain Vesperini, Paris, L'avant-scène, 2008
- La Maladie de la famille M., trad. de Caroline Michel, Paris, L'Arche, 2009
- Exit, trad. de Pietro Pizzuti, Paris, L'Arche, 2014
- La Boucherie de Job, trad. de Pietro Pizzuti, Paris, L'Arche, 2015